# Jüdischer Friedhof (Diepholz)

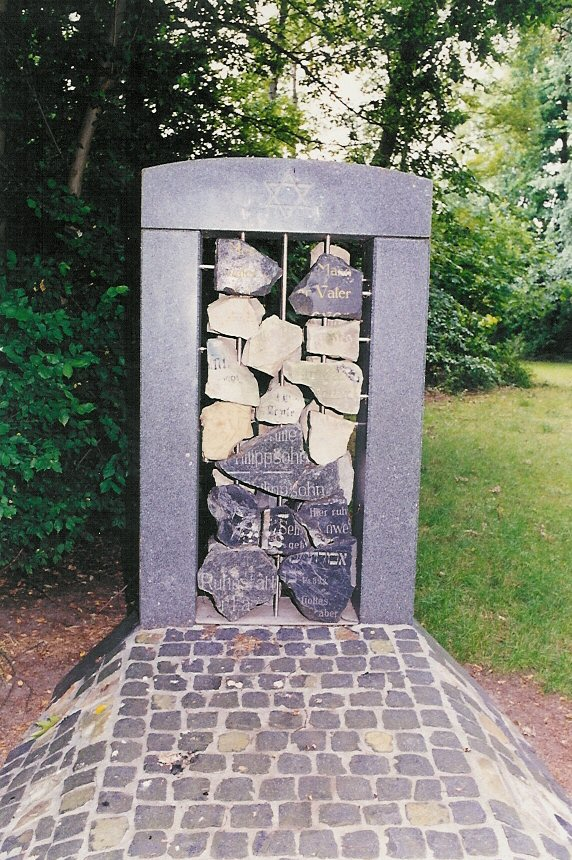
Mahnmal auf dem jüdischen Friedhof in Diepholz

Der Jüdische Friedhof Diepholz ist ein ehemaliger Jüdischer Friedhof, der von 1774 bis 1942 in Diepholz (Landkreis Diepholz, Niedersachsen) existierte. 

## Geschichte
Der ehemalige Friedhof an der Schlesier- /Ecke Pommernstrasse wurde von 1774 bis 1938 belegt. Während der Zeit des Nationalsozialismus wurde der Friedhof verwüstet, die Grabsteine zum Straßenbau verwendet. Teile der Grabsteine wurden 1994 beim Straßenbau wiedergefunden. 1997 wurde auf dem Friedhofsgelände aus den Bruchstücken ein Mahnmal errichtet.